# Джевдет Сунай
Джевде́т Суна́й (тур. Cevdet Sunay; нар. 10 лютого 1899, Трабзон, Османська імперія — пом. 22 травня 1982, Стамбул, Туреччина) — турецький військовий та політичний діяч.
У молодості брав участь в Першій світовій війні і у війні за незалежність Туреччини, потім зробив військову кар'єру. 
У 1960-1966 — начальник Генштабу Туреччини.
У 1966–1973 — 5-й президент Туреччини, після чого отримав посаду довічного сенатора.